# Michael W. Smith
Michael Whitaker Smith, född 7 oktober 1957 i Kenova, West Virginia, är en amerikansk musiker och låtskrivare. Smith är gift med Deborah "Debbie" Kay Davis (f. 1958). De har fem barn Ryan, Whitney, Tyler, Emily och Anna.
Som barn spelade han piano och baseboll som många andra barn. Det lite ovanligare var att han skrev sin första sång vid 5 års ålder, och gav sitt liv till Kristus vid 10 års ålder.
Hans planer var att spela professionell baseboll. Detta genom att gå på college vid Marshall University i West Virginia. Men han hoppade av skolan efter en termin för att fortsätta med en karriär inom musik. Samtidigt flyttade han till Nashville.
Michael blev 1982 tillfrågad att spela keyboard i ett band som spelade åt den då unga artisten Amy Grant.

## Diskografi
Album
- Michael W. Smith Project (1983)
- Michael W. Smith 2 (1984)
- The Big Picture (1986)
- The Live Set (1987)
- I 2 (EYE) (1988)
- Christmas (1989)
- Go West Young Man (1990)
- Change Your World (1992)
- The First Decade (samlingsalbum) (1993)
- I'll Lead You Home" (1995)
- Live the Life (1998)
- Christmastime (1998)
- This Is Your Time (1999)
- Freedom (2000)
- Worship (2001)
- Worship Again (2002)
- Healing Rain (2004)
- The Second Chance (soundtrack-album) (2006)
- Stand (2006)
- A new Hallelujah (2008)
- Wonder (2010)
- Decades of Worship (2012)
- Sovereign (2014)
- A million lights (2018)
- Surrounded (2018)
- Awaken - the surrounded experience (2019)